# 帕斯科冰川
帕斯科冰川（英語：Pascoe Glacier），是南極洲的冰川，位於維多利亞地的斯科特海岸，處於康沃伊山脈地區，全長2.8公里，由威靈頓維多利亞大學命名，現時由南極條約體系管理。